# Ibis rouge éditions
Pour les articles homonymes, voir Ibis rouge (homonymie).
 (janvier 2020).
Si vous disposez d'ouvrages ou d'articles de référence ou si vous connaissez des sites web de qualité traitant du thème abordé ici, merci de compléter l'article en donnant les références utiles à sa vérifiabilité et en les liant à la section « Notes et références ».
Ibis rouge éditions est une maison d'édition littéraire française, fondée en Guyane, ensuite implantés en Guadeloupe et à la Martinique. Elle est exploitée par la société du même nom.

## Histoire
Face à l'absence quasi totale de publications sous forme de livre en Guyane, Ibis Rouge Éditions fut fondée en 1995 afin de mettre au service des Guyanais dans un premier temps et Antillais par la suite, une maison d'édition, conforme à la déontologie de la profession.
Le 26 octobre 2005 la société est placée en redressement judiciaire.
En 2019, la société est reprise par Gérard Doyen, fondateur de la maison d'édition Orphie, basée à La Réunion,,.

## Politique éditoriale
Le fonds éditorial d'Ibis Rouge Éditions possède une large gamme d'ouvrages s'articulant autour de l'espace historique, social et culturel créole :
- Essais et ouvrages universitaires (histoire, géographie, sociologie, ethnologie, etc.)
- Romans, littérature générale
- Ouvrages linguistiques (créoles guyanais, martiniquais, guadeloupéen, haïtien / français)
- Théâtre
- Poésie
- Littérature jeunesse

Cette maison d'édition offre aux lecteurs des ouvrages de référence traitant de la réalité spécifique de l'Amazonie, la Caraïbe et l'océan Indien. Elle a également pour vocation de fournir aux auteurs les mêmes avantages que les maisons d'édition métropolitaines.

## Insularité
La Guadeloupe et la Martinique dans la mer des Caraïbes, La Réunion dans l'océan Indien, trois îles bien différentes, mais aussi riches d'un brassage culturel et ethnique intense. Par ses publications, Ibis Rouge met en valeur la spécificité de chacune de ces îles, leurs langues, leurs coutumes, leur économie, leur société, leur littérature orale et écrite.

## Auteurs publiés
- Jean-Jacques Seymour
- Jean-François Samlong